# Turmschädel

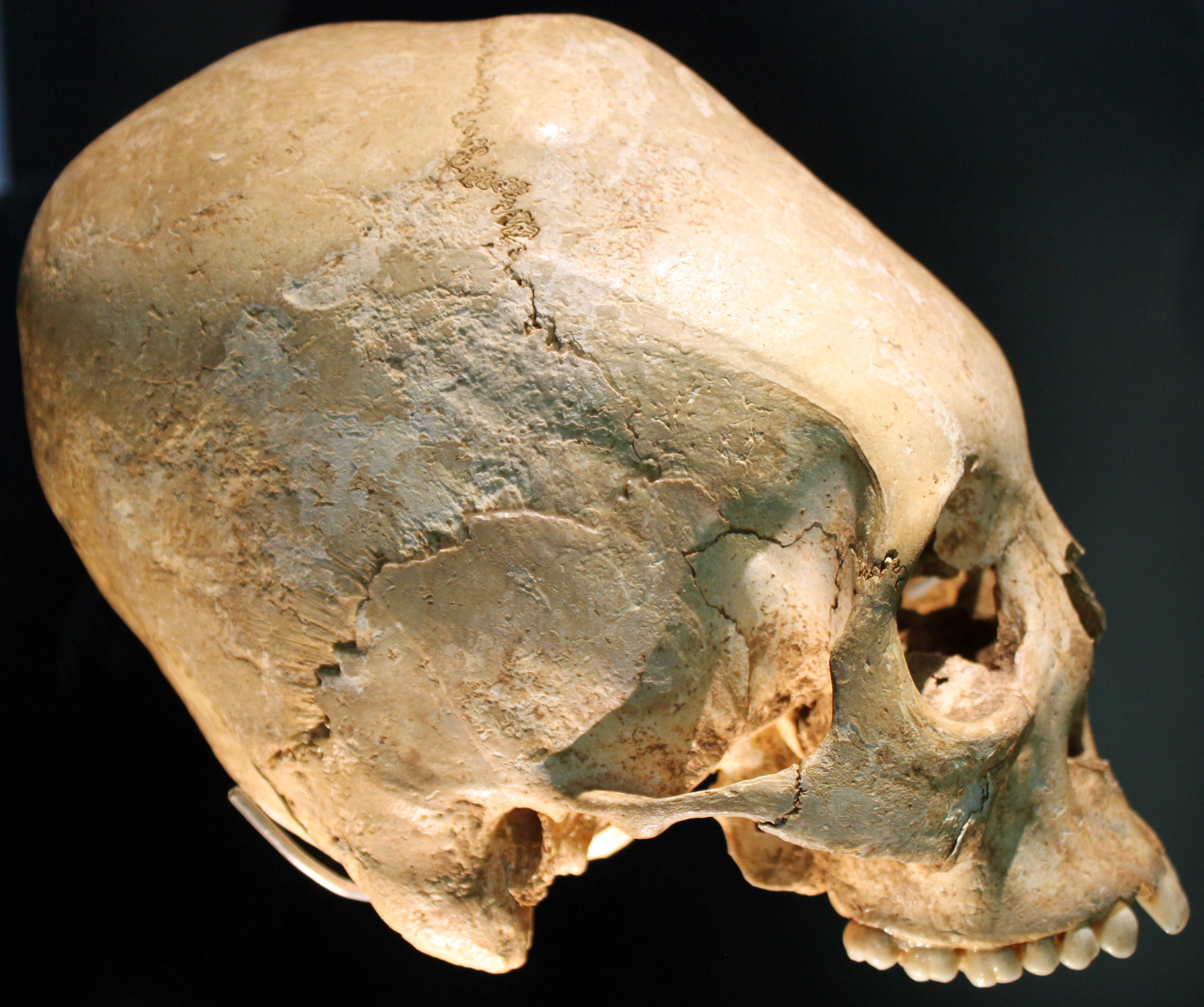
Turmschädel

Unter einem Turmschädel (fachsprachlich auch Turrizephalus, Stenozephalus oder Kraniostenose) wird in der Humanmedizin eine besondere Schädelform verstanden, die sich durch ein ausgeprägtes Höhenwachstum kennzeichnet. Diese Form kann entweder durch einen gestörten Wachstumsprozess oder durch künstliche Eingriffe während des Wachstums verursacht werden.

## Synonyme
Weitere Synonyme sind Turrizephalie, Spitzschädel, Akrozephalie (Hochköpfigkeit), Oxyzephalie und Hypsizephalie.

## Natürliche Ursachen
Unter anderen durch vorzeitige Verknöcherung (Kraniosynostose)
- der Kranznaht (Sutura coronalis) mit der Folge einer zylindrischen (Turrizephalus) oder konischen (Pyrgozephalus) Form des Schädels.
- der Pfeilnaht (Sutura sagittalis).
- der Lambdanaht (Sutura lambdioidea) mit der Folge eines kurzen breiten Schädels.
- eines Teils einer Naht mit der Folge einer völligen Asymmetrie des Schädels, Schiefschädel (Plagiozephalus).

## Künstliche Formung

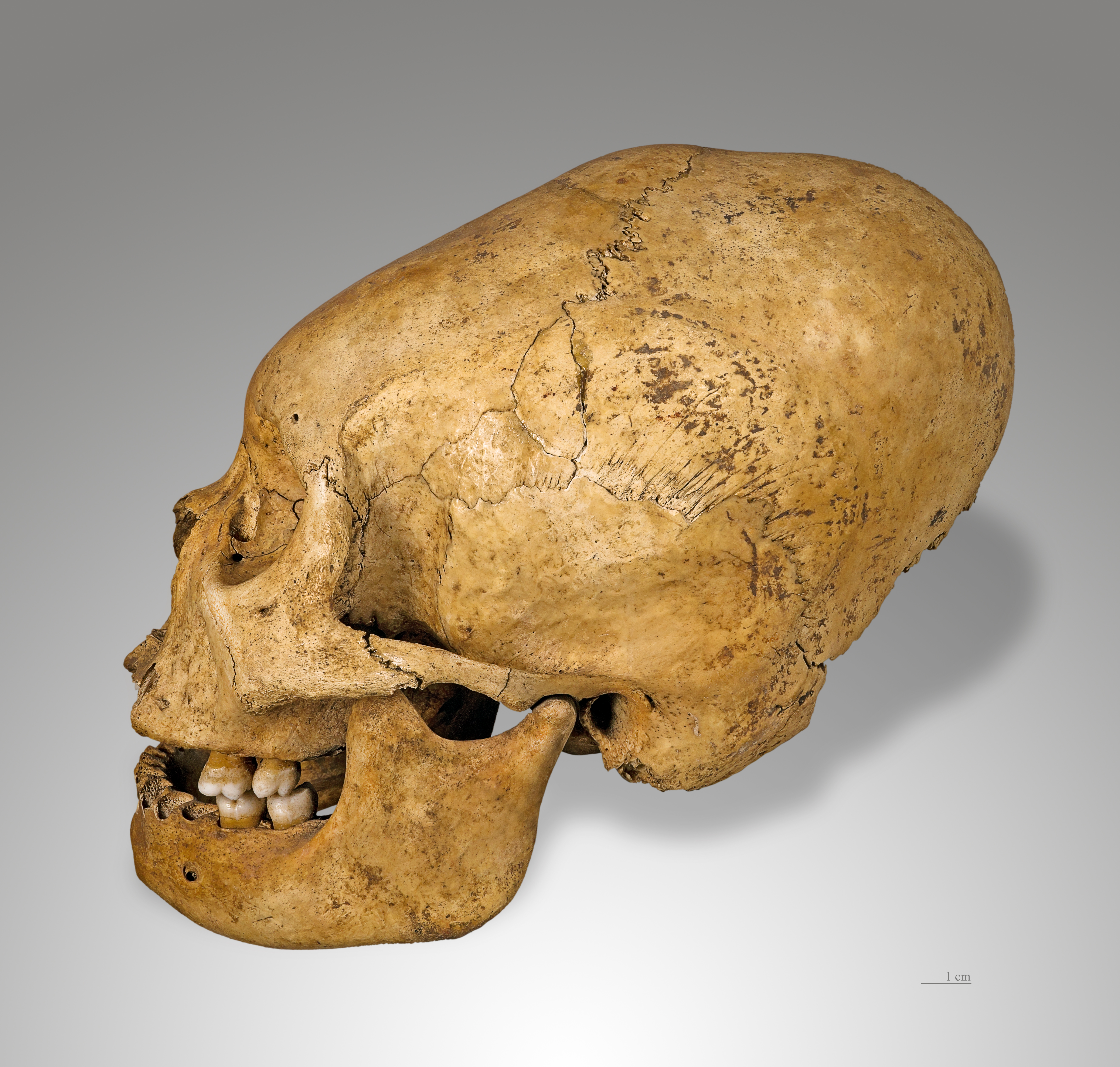
Schädeldeformation der Nazca-Kultur

Durch Bandagieren des Kopfes im Säuglingsalter bis zum Ende des Wachstums mit etwa 20 Lebensjahren kann der Hinterschädel eine beachtliche Länge erreichen.
Diese Sitte entstand im 1. Jahrhundert in Zentralasien. Sie gelangte im 5. Jahrhundert mit den einfallenden Hunnen nach Zentraleuropa. Es finden sich Nachweise von Turmschädeln in den Gräbern von Alamannen, Awaren, Burgunden, Franken, Goten und Thüringern, wo diese Sitte etwa zwei bis drei Generationen lang in Mode war.
30 Turmschädel wurden in Altbayern, 23 wurden in Mitteldeutschland ausgegraben, das sind über 20 Prozent aller in Europa bekannten. In der Nekropole auf dem Frauenberg bei Leibnitz (Flavia Solva) in Österreich wurden Gräber aus dem 2. Drittel des 5. Jahrhunderts entdeckt. Fünf der über 400 Individuen weisen verformte Schädel auf, darunter ein etwa 50-jähriger Mann und vier Kinder zwischen zwei und 10 Jahren. Die erste Entdeckung deformierter Schädel in Italien erfolgte in Collegno. Ein älterer Mann und ein Kind weisen die charakteristischen Schädelverformungen auf.
Auch in Südamerika haben Indios, Maya, besonders die Inka im heutigen Peru, die Formung des Schädels aus kosmetischen Gründen betrieben.

## Dokumentarfilm
- Das Rätsel der römischen Turmschädel. (= Treasures Decoded – Jäger der verlorenen Schätze. Staffel 7, Folge 5). 43 Min. Regie: Christopher Puttock. Vereinigtes Königreich/Kanada 2021.[2]